# Santa Giustina
Santa Giustina là một đô thị ở tỉnh Belluno trong vùng Veneto, có vị trí cách khoảng 80 km về phía tây bắc của Venice và khoảng 15 km về phía tây nam của Belluno. Tại thời điểm ngày 31 tháng 12 năm 2004, đô thị này có dân số 6.532 và diện tích 35,9 km².
Đô thị Santa Giustina có các frazioni (các đơn vị trực thuộc, chủ yếu là thôn làng) Formegan, Volpere, Campo, Carfai, Meano, Cergnai, Sartena, Santa Margherita, và Ignan.
Santa Giustina giáp các đô thị: Cesiomaggiore, Lentiai, Mel, San Gregorio nelle Alpi, Sedico, Sospirolo.